# Sternwarte Gotha

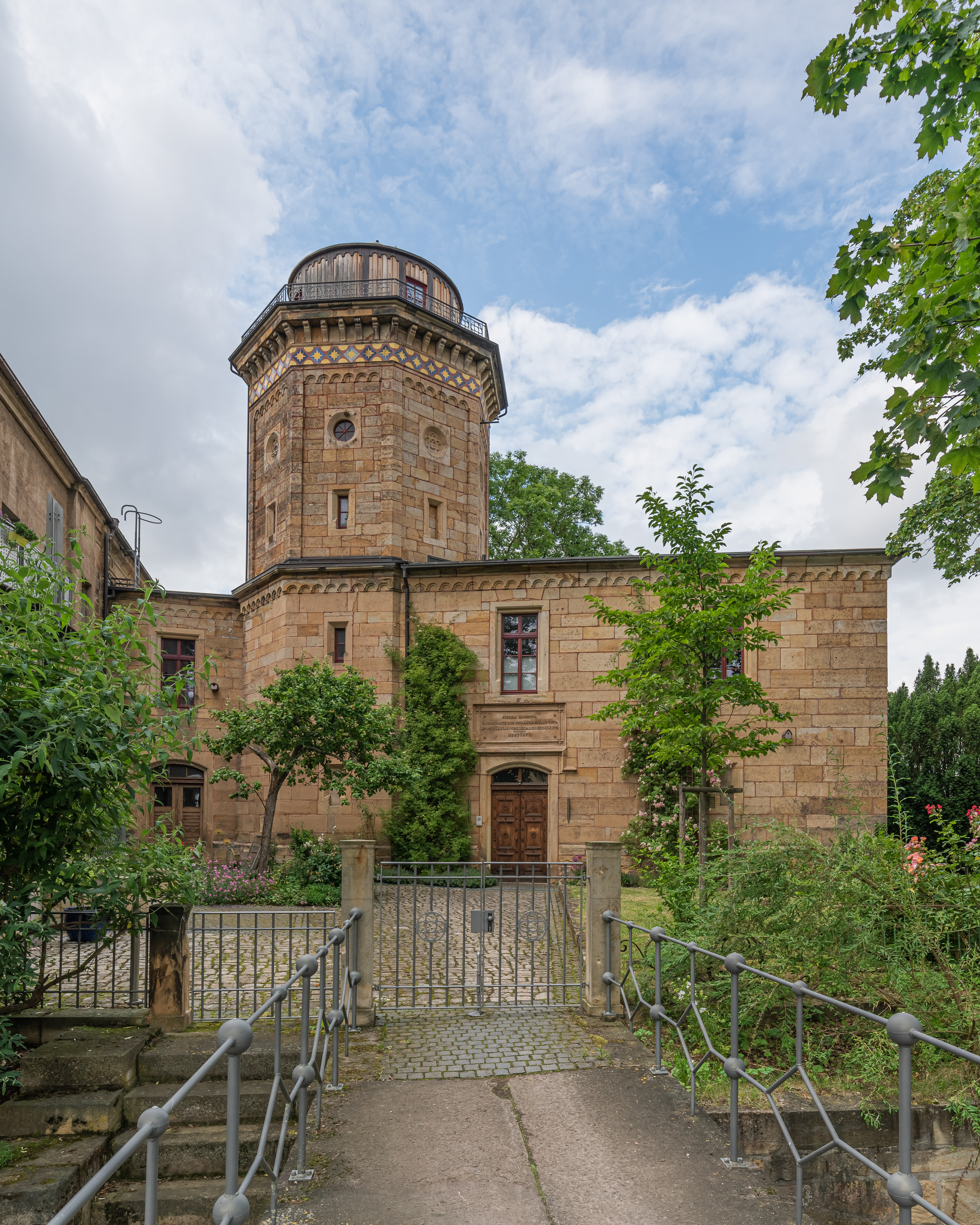
Gegenwärtige Ansicht mit Turm

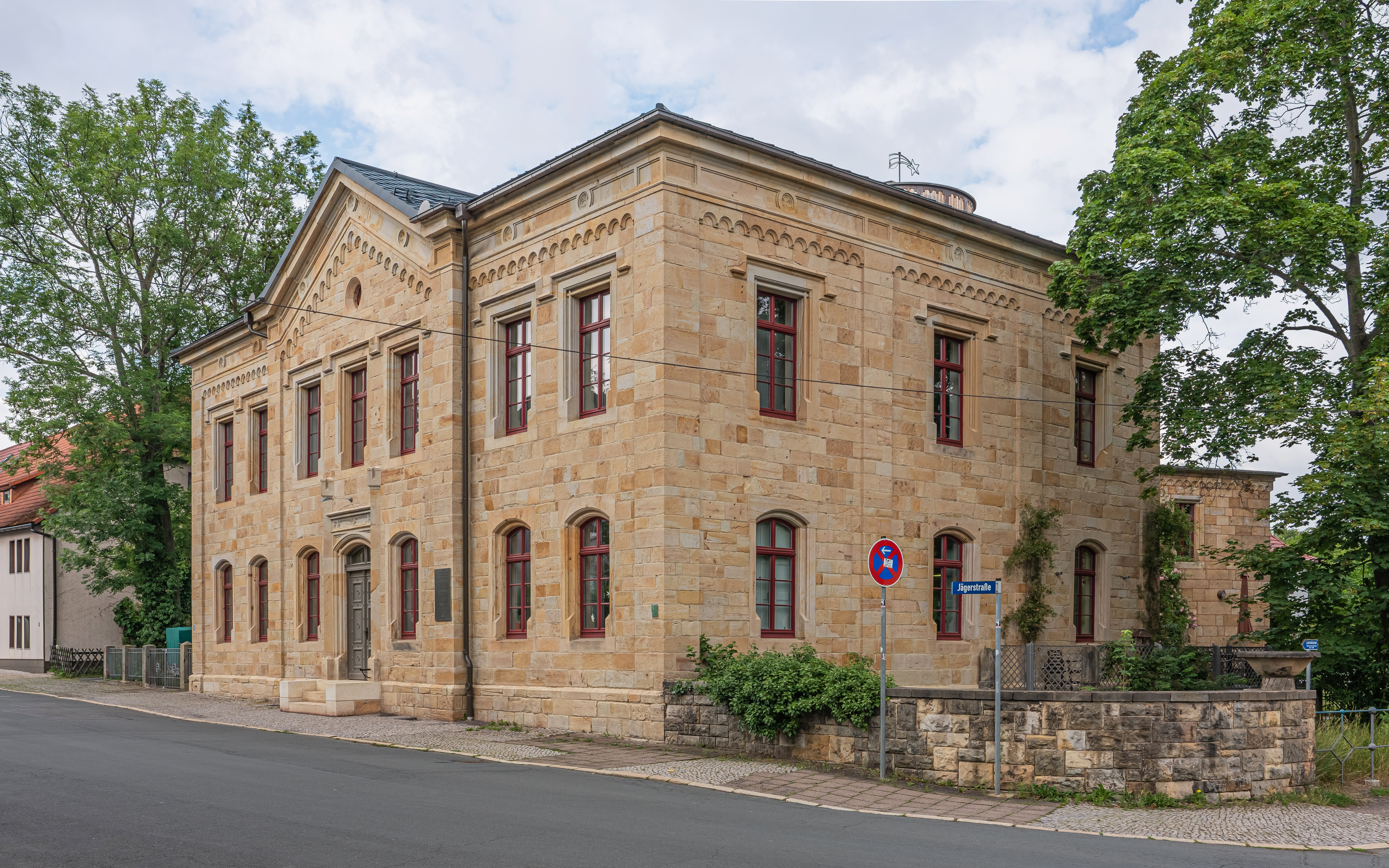
Straßenfassade

Die Sternwarte Gotha war eine herzogliche Stiftung zum Zweck der astronomischen Forschung. Sie bestand aus mehreren Forschungsstätten im Stadtgebiet von Gotha, zu denen unter anderen das in der Jägerstraße befindliche Gebäude gehört, dessen Straßenfassade auf dem beistehenden Foto abgebildet ist.
Die Gothaer Sternwarte wurde auf Initiative des Herzogs Ernst II. (1745–1804) eingerichtet. Als ersten Direktor konnte der Herzog 1786 den Astronomen Franz Xaver von Zach gewinnen, der die später eigens errichtete Sternwarte auf dem Seeberg bald zu hohem Ansehen führte – u. a. durch die erste astro-geografische Fachtagung und später europaweite Messkampagnen zur Suche nach Kleinplaneten (Gründung der Himmelspolizey).

## Vorgeschichte

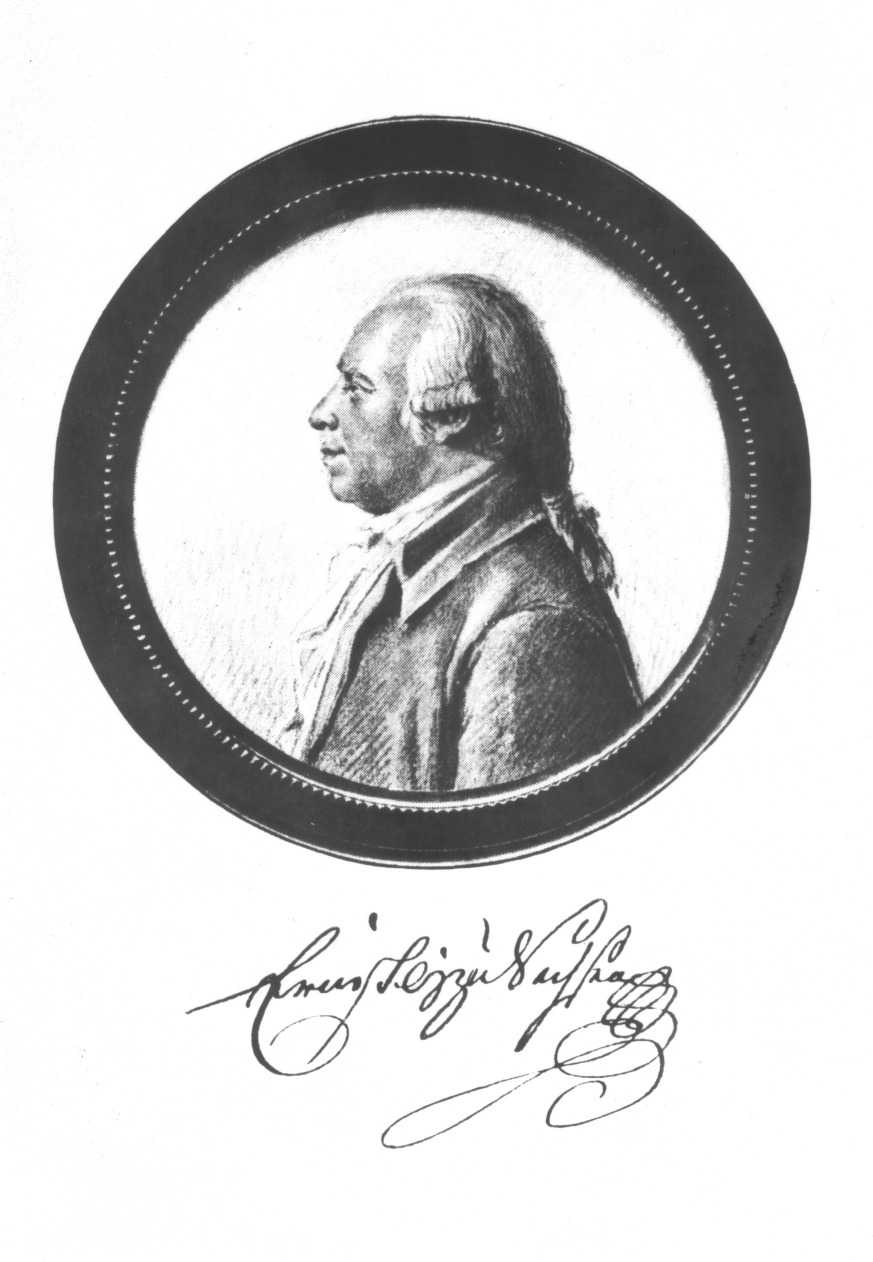
Herzog Ernst II. von Sachsen-Gotha-Altenburg

Ernst v. Sachsen-Gotha war als zweiter Sohn des Herzogs Friedrich III. (Sachsen-Gotha-Altenburg) nicht zur Thronfolge vorgesehen und erhielt eine gründliche wissenschaftliche Ausbildung. Als er dann doch durch den frühzeitigen Tod seines älteren Bruders die Regentschaft 1772 übernehmen musste, blieb er seinen wissenschaftlichen Interessen treu. Seine Vorlieben galten der Physik und der Astronomie.
Ernst II. gab aus seiner Apanage 38.000 Taler für den späteren Bau der Seeberg-Sternwarte und 20.000 Taler für deren Ausrüstung aus. Diese wissenschaftliche Einrichtung sollte – so sein testamentarischer Wunsch – das einzige sichtbare Denkmal seines Lebens darstellen und von seinen Nachfolgern entsprechend erhalten werden. Er legte dafür ein Kapital von 40.000 Talern an, das mit seinen 4 Prozent Zinsen die künftigen Kosten von Bauerhaltung und Gehalt des Astronomen abdecken sollte.

## Forschungsstätten in Gotha

### Die Schloss-Sternwarte
Neben einem Physikalischen Kabinett, dem der Sekretär Ludwig Christian Lichtenberg aus Göttingen vorstand, ließ sich Ernst II. auf Schloss Friedenstein ein kleines Observatorium errichten. Er verfügte bereits über ausgezeichnete astronomische Instrumente. So besaß er vier präzise Pendeluhren zur Messung von Sterndurchgängen, davon eine mit rostförmiger Kompensationsstange von J. A. Klindworth aus Göttingen, weiters einen zweifüßigen Quadranten von Klindworth, zwei Shortsche Spiegelteleskope, die nach dem System Gregory gebaut waren, zwei achromatische Refraktoren und einen Spiegeloktanten von Jesse Ramsden aus London.
Er begann hier seine astronomischen Beobachtungen, die ihn aber wegen zu geringer wissenschaftlicher Beratung nicht zufrieden stellten. Der Herzog bemühte sich um einen ausgebildeten Astronomen, den er schließlich in Franz Xaver von Zach gewinnen konnte. Zach traf im Juni 1786 in Gotha ein und wurde als Offizier (Major) und Hofastronom übernommen. Von nun an begann Gothas astronomische Epoche.
Im Herbst des Jahres traten das Herzogspaar und Zach eine astronomische Reise nach Südfrankreich an. Dort wurde in Hyères ein zeitweiliges Observatorium eingerichtet. Nach der Rückkehr im Frühjahr 1787 setzten Herzog Ernst II. und F.X. Zach die Beobachtungen auf der Schlosssternwarte fort. Auch die Herzogin Marie Charlotte Amalie beteiligte sich als astronomische Rechnerin. Die Ergebnisse wurden dann als Sonnentafel Tabulae Motuum Solis und als Sternkatalog Catalogus Novus 1792 veröffentlicht.

### Die Sternwarte auf dem Seeberg

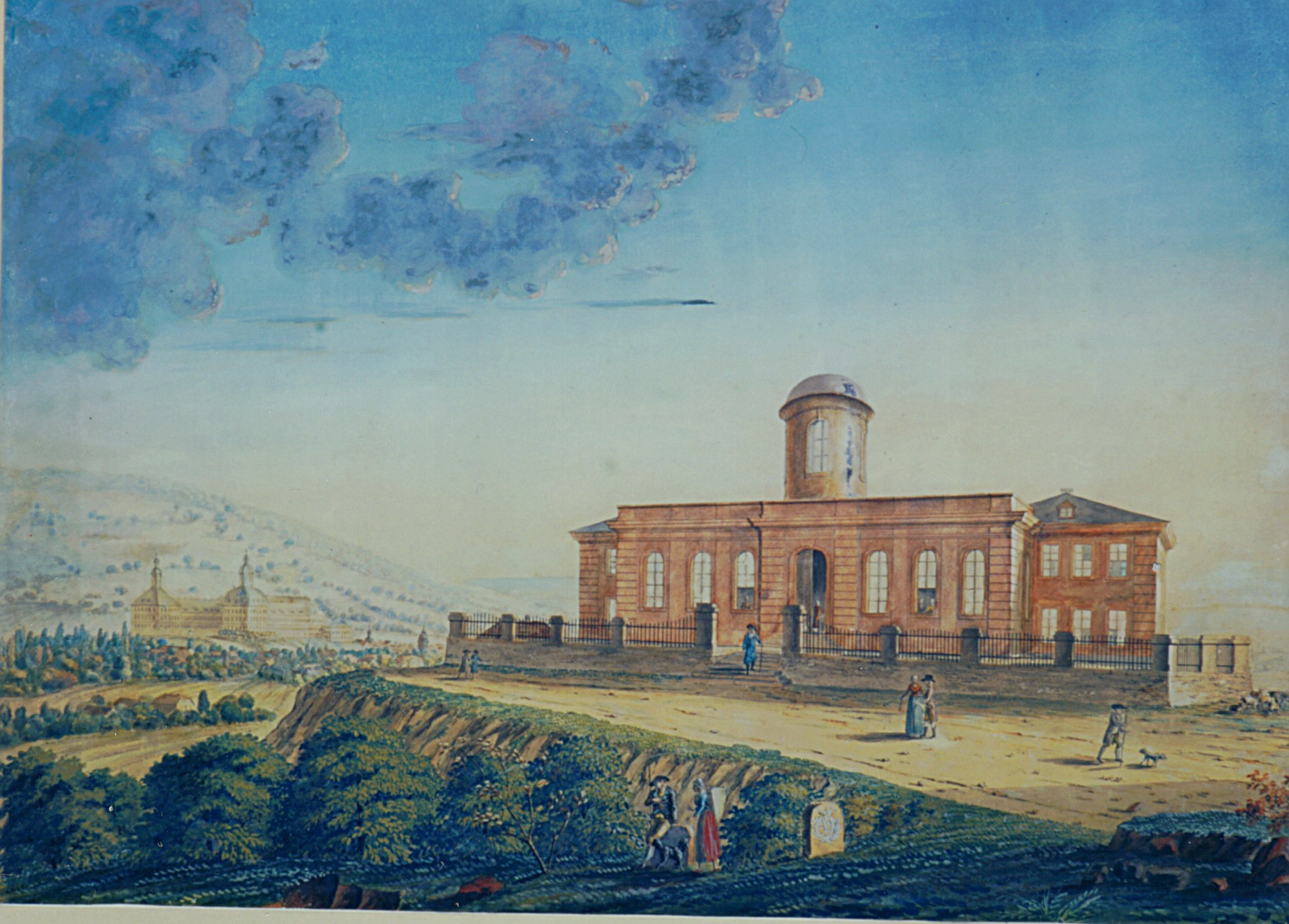
Die Seeberg-Sternwarte

#### Bau
1790 wurde die Seeberg-Sternwarte auf dem Kleinen Seeberg in Betrieb genommen. Sie diente bis 1839 als astronomisches Observatorium. Mit den modernsten – meist englischen – Instrumenten ausgerüstet, galt sie als Musterbau weiterer Observatorien, wie zum Beispiel der Sternwarte Göttingen.
Nach Planung Franz Xaver von Zachs entstand ein massives Sternwartengebäude in Ost-West-Ausrichtung, das Platz für die Aufstellung zweier Mauerquadranten, eines Passageninstruments und der dazugehörigen Uhren bot. In der Mitte des Gebäudes sollte sich über der Eingangshalle ein kleiner Rundturm mit drehbarem Kuppeldach erheben, in dem ein ganzer Kreis aufgestellt werden sollte. Es entstand ein ebenerdiger Massivbau (als Meridiansaal) mit zwei rechtwinklig angesetzten Wohn- und Wirtschaftsgebäuden.
In vier Räumen waren die Quadranten, das Passageninstrument von Ramsden mit 2,40 m Brennweite, die astronomischen Uhren, darunter die Sternzeituhr von Arnold und die Hauptuhr von Mudge & Dutton und zahlreiche weitere astronomische und meteorologische Instrumente aufgestellt. In der Drehkuppel befand sich ein Vertikalkreis von Carry. In dieser Bauweise und dieser Ausrüstung war die Seeberg-Sternwarte die damals modernste Sternwarte Deutschlands und eine der modernsten Forschungsstätten um 1800.

#### Die Leitung durch Franz Xaver von Zach

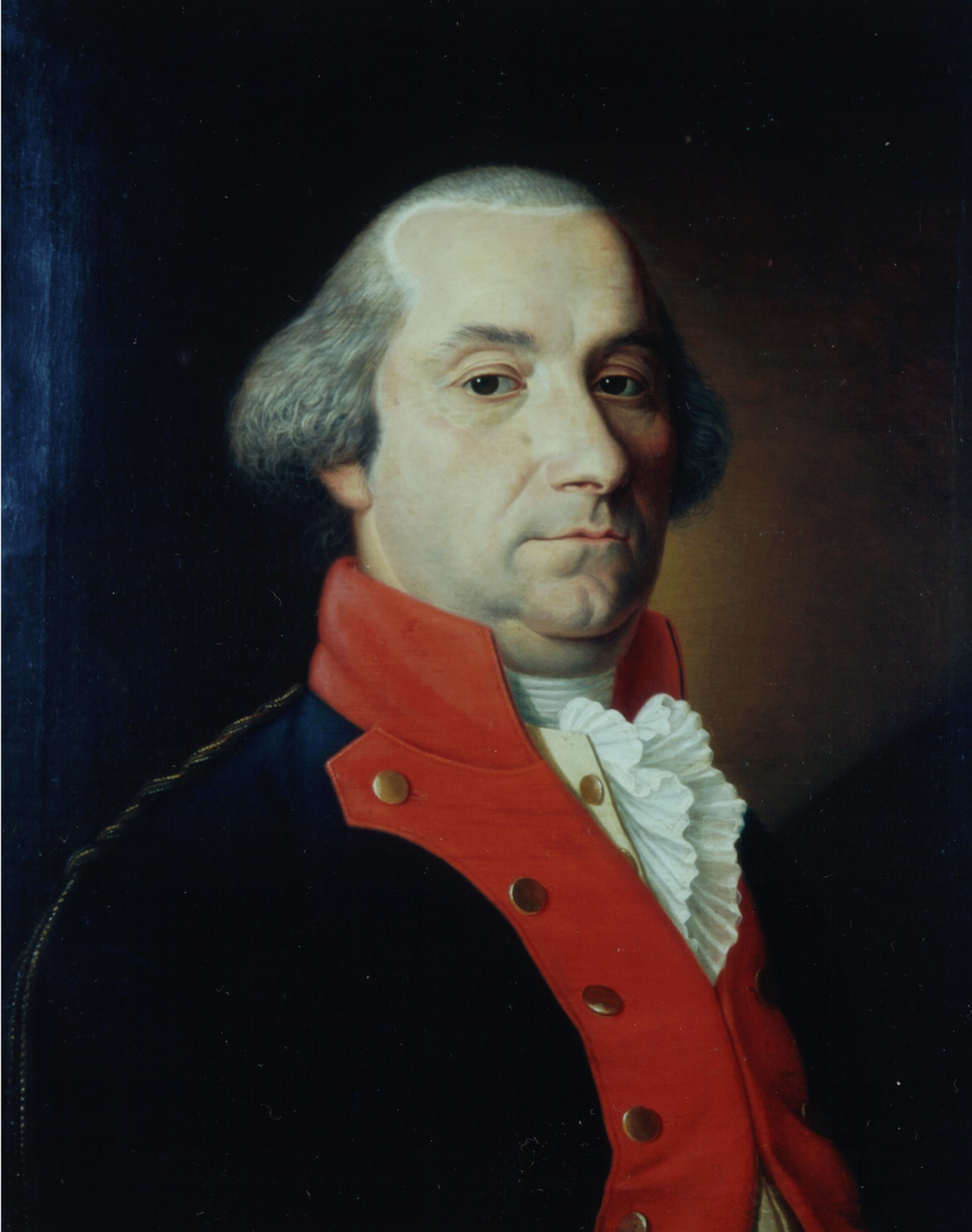
Franz Xaver von Zach

Der Ruhm der Sternwarte verbreitete sich sehr schnell, und der rege Briefwechsel Franz Xaver von Zachs machte sie zu einem gesuchten Besuchsziel der damaligen Astronomen. 1798 kam es zum „Ersten europäischen Astronomenkongress“. Von Gotha aus gingen die ersten astronomischen Fachzeitschriften in alle Länder.
Weitere wissenschaftliche Leistungen der Seeberg-Sternwarte unter Zachs Leitung waren die Wiederentdeckung der Asteroiden Ceres und Pallas, die Gründung einer Astronomischen Gesellschaft und die Weiterentwicklung der Geodäsie in Vorbereitung der preußischen Landvermessung. Dazu wurde eine auch später mehrfach gebrauchte geodätische Basis im Seeberger Meridian, die Messstrecke Seeberg-Sternwarte–Schwabhausen, genau festgelegt.
Der Tod des Herzogs Ernst II. am 20. April 1804 beendete zunächst die fruchtbare Arbeit. 1806 schickte Zach die Sternwartengegenstände nach Gotha zurück, wo sie wegen der drohenden Kriegsgefahr im Schloss Friedenstein eingelagert wurden.

#### Die Nachfolger Zachs
1808 wurde Bernhard von Lindenau von dem nun regierenden Herzog August von Sachsen-Gotha-Altenburg mit der Wiedereinrichtung der Sternwarte beauftragt und zum Direktor der Einrichtung ernannt.
Bald machten sich jedoch Bauschäden bemerkbar. 1810 musste der Turm abgetragen werden und 1811 die beiden Seitengebäude. An der Westseite des Meridiansaales erbaute man ein neues Wohngebäude für den Astronomen, einen Adjunkten und den Kastellan.
Bernhard von Lindenau veröffentlichte 1810 seine Venustafeln, 1811 seine Marstafeln und 1813 Tafeln der Merkurbahn. 1813 wurde die Sternwarte von den Franzosen besetzt und viele ihrer Papiere verbrannt. Die Geräte wurden nicht beschädigt.
Als Adjunkt der Sternwarte wurde 1814 Friedrich Nicolai berufen und später zum (Vize)direktor ernannt.
Johann Franz Encke wurde 1818 zum (Vize)direktor ernannt und führte die wissenschaftlichen Arbeiten weiter. Encke berechnete die Umlaufzeit des Kometen Pons als kürzeste bekannte Umlaufzeit (Enckescher Komet) und die Sonnenparallaxe aus den Venusdurchgängen von 1761 und 1769, die lange Zeit Gültigkeit hatte.
In den 1820er Jahren wurde die Sternwarte mit einem Fraunhoferschen Heliometer und einem Ertelschen Meridiankreis ausgestattet.
Peter Andreas Hansen traf 1825 als neuer Direktor in Gotha ein. Sein Schwerpunkt war die Bewegung des Erdmondes, für die er genaue Formeln entwickelte. 1839 verließ er den Seeberg, denn er stellte den stetigen Zerfall fest und forderte den Neubau einer Sternwarte, die dem Vermächtnis Ernsts II. entsprach. Das Wohnhaus diente nun als Gaststätte, die allerdings in Folge eines Schornsteinbrandes anlässlich einer Fastnachtsveranstaltung am 19. Februar 1901 völlig abbrannte. Erst im Jahre 1904 konnte zu Ostern ein nach den Plänen von Richard Klepzig neu errichtetes Restaurant-Gebäude eingeweiht werden. Gastwirt war damals Christoph Walther (1849–1928). Zu Zeiten der DDR fungierte die Gaststätte unter dem Namen „Alte Sternwarte“. 1996 wurde das Restaurant durch einen privaten Betreiber neu eröffnet.
1856 beschloss der Gothaer Landtag den Neubau der Herzoglichen Sternwarte auf dem Gelände der ehemaligen Hofschmiede unter Verwendung des Materials der Seeberg-Sternwarte.
Heute erinnern zwei Gedenktafeln im Außenbereich der heutigen Gaststätte „Alte Sternwarte“ an die Seeberg-Sternwarte. Der sogenannte Meridianstein blieb ebenfalls erhalten.

### Hansens Interimsternwarte

Hansens Interimsternwarte

Das Wohnhaus der Familie Hansen wurde durch einen kleinen Anbau für astronomische Geräte zu einer Interimsternwarte erweitert. Hier arbeitete Hansen zwanzig Jahre lang an seinen theoretischen und praktischen Arbeiten. Er brachte die Landesvermessung zu Ende, wofür er zum Geheimen Hofrat und Regierungsmitglied für Vermessungsfragen ernannt wurde.
Weiterhin verbesserte er seine Mondtheorien, wozu er den im Anbau untergebrachten Meridiankreis und astronomische Uhren benutzte. In enger Zusammenarbeit mit dem englischen Astronomen George Biddell Airy in Greenwich entstand das Fundamentalwerk Tables de la Lune, das 1857 von der britischen Regierung herausgegeben wurde. Hansen wurde mit 1000 Pfund Sterling dafür belohnt. In seiner Sternwarte besuchten ihn zahlreiche Astronomen, die zum Teil monatelang blieben, um zu assistieren und zu lernen. Er erhielt zahlreiche Ehrungen und wurde 1864 zum Präsidenten der Permanenten Kommission der Europäischen Gradmessung ernannt.
Hansen musste wöchentlich die alte Sternwarte auf dem Seeberg kontrollieren. Er stellte dabei den stetigen Zerfall fest und forderte nun den Neubau einer Sternwarte, die dem Vermächtnis Ernsts II. entsprach. Er holte dazu Stellungnahmen von Fachkollegen ein, die dieses Vorhaben unterstützten. Selbst Alexander von Humboldt wandte sich deswegen an die Gothaer Regierung.
1856 beschloss der Gothaer Landtag den Neubau der Herzoglichen Sternwarte auf dem Gelände der ehemaligen Hofschmiede unter Verwendung des Materials der Seeberg-Sternwarte.

### Sternwarte Jägerstraße 7

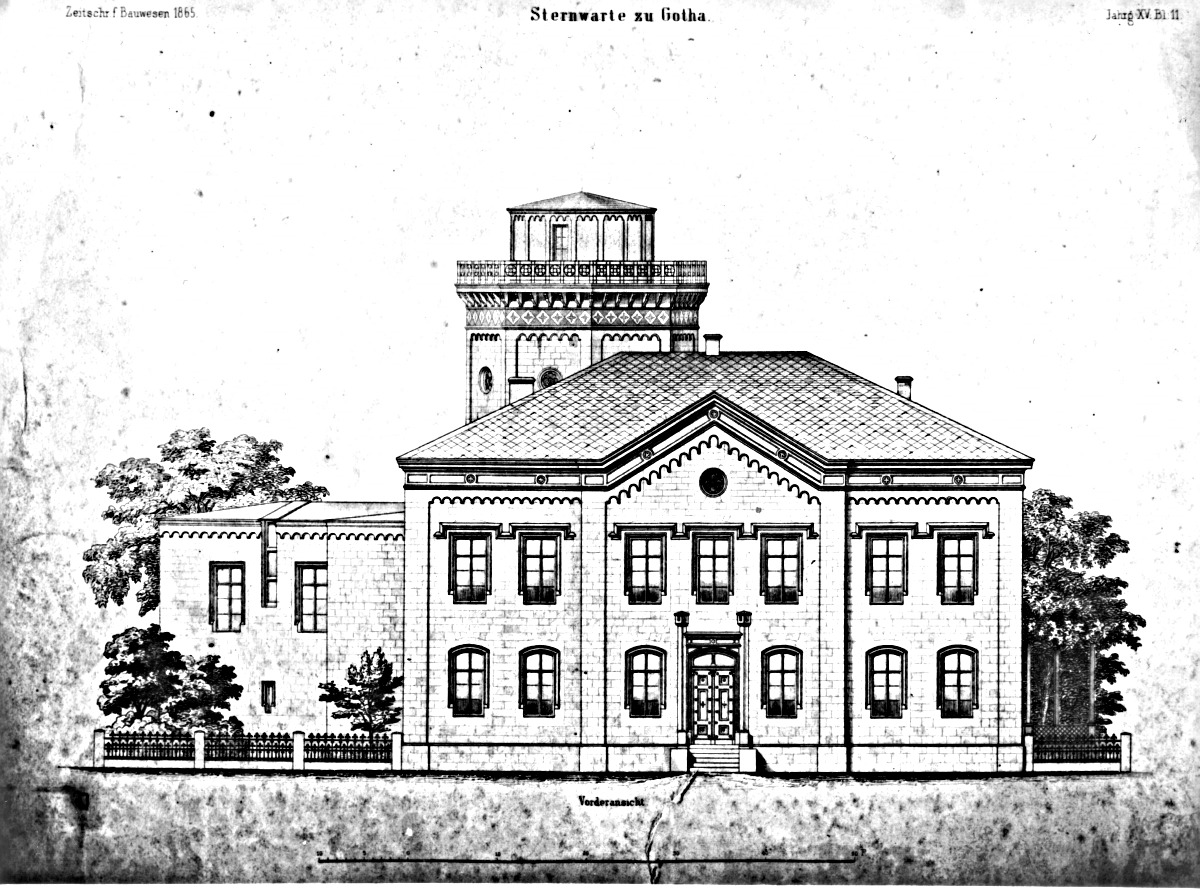
Neue Herzogliche Sternwarte Gotha, Jägerstraße

#### Neubau 1859
Der Neubau der Sternwarte nach Planung des Gothaer Baurats Gustav Eberhard war 1859 beendet, und die Familie Peter Andreas Hansen bezog das Gebäude. Die Sternwarte war ganz nach Hansens Vorstellungen für astrometrische Forschungen eines einzelnen Astronomen gebaut, enthielt aber auch Räume zu Lehrzwecken. An eine Erweiterung für die aufkommende Astrophysik war nicht gedacht worden.
An das solide Wohnhaus waren ein Meridiansaal (im Grundriss mit A bezeichnet) mit dem Ertelschen Meridiankreis und einem Reichenbachschen Theodolit sowie ein Beobachtungsraum im 1. Quartal (B) angeschlossen, in dem das Passageinstrument Platz fand. So bestanden für alle vorhandenen Instrumente Einsatzmöglichkeiten.
Neu angeschafft wurden weitere astronomische Uhren und ein Äquatorial für absolute Messungen in allen Richtungen, das im Turm (C) aufgestellt wurde. Das Gerät war eine Neukonstruktion der Firma Repsold in Hamburg. Die Uhren verfügten nun über elektrische Kontaktgeber, die persönliche Beobachtungsfehler ausschließen sollten. Der Raum (D) beherbergte die Bibliothek und (E) das Arbeitszimmer des Astronomen.
Diese Sternwarte wurde wieder zu einem Zentrum des wissenschaftlichen Austausches und der gegenseitigen Besuche der Wissenschaftler. Dennoch vermisste Peter Andreas Hansen einen ständigen Kontakt mit Fachkollegen. Er leitete die Einrichtung bis zu seinem Tode 1874.
Dem Testament Ernst II. wurde durch die Anbringung einer Tafel über dem Eingang der Sternwarte vom Garten aus Rechnung getragen. Sie trug folgende Inschrift:
(Ernestinische Sternwarte, auf benachbartem Berge einst gestiftet von Ernst II. Herzog von Gotha und Altenburg, nun an günstigerer Stelle wiederhergestellt von Ernst II. Herzog von Coburg und Gotha, 1857)
1934 endete die Geschichte des Anwesens als Sternwarte mit der Pensionierung von Ernst Anding; es diente fortan zu Wohnzwecken. Im Krieg blieb es glücklicherweise unbeschädigt. Ein Gothaer Planungsbüro erwarb das Gebäude im Jahre 2001 und sanierte es.
Im Jahre 2007 wurde die durch Kriegseinwirkungen beschädigte Schrifttafel mit Mitteln der Kulturstiftung Gotha wieder restauriert der Öffentlichkeit übergeben.
Lage der Sternwarte: Lage

#### Die Astronomen der Sternwarte Jägerstraße 7
Direktor = D. Assistent = A, Verwalter = V, Observator = O
- Peter Andreas Hansen (1860–1874) D
- Adalbert Krueger (1876–1880) D
- Leo Anton Carl de Ball (1875–1878) A, V
- Hugo von Seeliger (1881–1882) D
- Ernst Becker (1883–1887) D
- Paul Harzer (1887–1896) D
- Carl Rohrbach (1887–1906) V
- Ernst Jost (1902–1904) O
- Ernst Anding (1906–1934) D

#### Schlechte finanzielle Lage und Niedergang
Die schlechte finanzielle Situation machte es sehr schwer, geeignete Astronomen für die Sternwarte Gotha zu gewinnen und zu halten. Fast alle brachen ihren Aufenthalt wegen zu geringer Entlohnung ab.
Aus Helsingfors konnte Adalbert Krueger gewonnen werden, der hier seine Zonenbeobachtungen der Sterne zwischen 55 und 65 Grad nördlicher Declination fortsetzte, die er 1883 in Helsingfors veröffentlichte. Ihm standen als Assistenten Andreas Donner und ab 1878 Leo de Ball zur Seite. Letzterer blieb auch nach dem Weggang Kruegers 1880 als Verweser der Sternwarte bis 1882 in Gotha.
Hugo Seeliger aus Leipzig blieb nur ein knappes Jahr in Gotha, bis er als Professor nach München weiterzog.
Länger blieb dann Ernst Becker aus Berlin, der hier die Beobachtungen spezieller Sterne fortsetzte. Er ließ das Äquatoreal, das sich als Messgerät nicht bewährt hatte, in einen normalen parallaktischen Refraktor umbauen. Becker legte auch den Katalog der Sternwartenbibliothek an. 1887 wurde er nach Straßburg berufen.
Eine letzte Blütezeit war der Sternwarte Jägerstraße nochmals unter der Leitung von Paul Harzer beschieden. Harzer kam von Pulkowo und war sowohl ein aktiver praktischer als auch theoretischer Astronom. Er wurde schnell in Gotha heimisch, stellte sich mit seinen Beobachtungen am Meridiankreis verschiedenen Problemen, deren Ergebnisse er laufend veröffentlichte. Durch seine Heirat mit einer Enkelin Peter Andreas Hansens auch familiär mit Gotha verbunden, entwickelte er auch eine aktive Öffentlichkeitsarbeit. So gab es Privatseminare, öffentliche Beobachtungsabende und 1894 eine Tagung der Vereinigung der Freunde der Astronomie und kosmischen Physik (VAP) in Gotha. Seine Berufung 1896 als Professor nach Kiel beendete diese fruchtbare Phase.
Für mehrere Jahre wurde der Gymnasialdirektor Carl Rohrbach mit der Verwaltung der Sternwarte beauftragt. Die Geräte wurden von 1902 bis 1904 von Ernst Jost, dem seinerzeitigen 1. Assistenten der Sternwarte Straßburg, genutzt.
1906 konnte mit Ernst Anding wieder ein wissenschaftlicher Astronom für Gotha gewonnen werden. Anding hatte erfolgreich in München theoretisch und praktisch gearbeitet und es zum außerordentlichen Professor gebracht. In Gotha konnte er nun als Professor und Sternwartendirektor diese Arbeiten abschließen und publizieren. Er modernisierte Teile der Sternwarte, indem er eine Uhrenanlage als Geschenk von Riefler in München einbaute, die auch über Fernleitung zum Rathaus die öffentlichen Uhren in der Stadt steuerte. Er konnte auch noch ein modernes Passageinstrument aufstellen. So war die instrumentelle Ausrüstung nochmals auf einen hohen Stand gebracht worden. Trotzdem wurde 1934 die Sternwarte aus der Herzoglichen Stiftung für Kultur und Wissenschaft ausgegliedert und die Einrichtung geschlossen. Damit wich man vom Testament Ernsts II. ab.
Die moderneren Geräte wurden mit einem Teil der Bibliothek der Sternwarte der Universität Jena übergeben. Die historischen Geräte wurden dem Deutschen Museum in München und dem Regionalmuseum in Gotha zuerkannt, die Bibliothek in die Universitäts- und Forschungsbibliothek Gotha eingegliedert.

#### Nutzung der ehemaligen Sternwarte bis heute

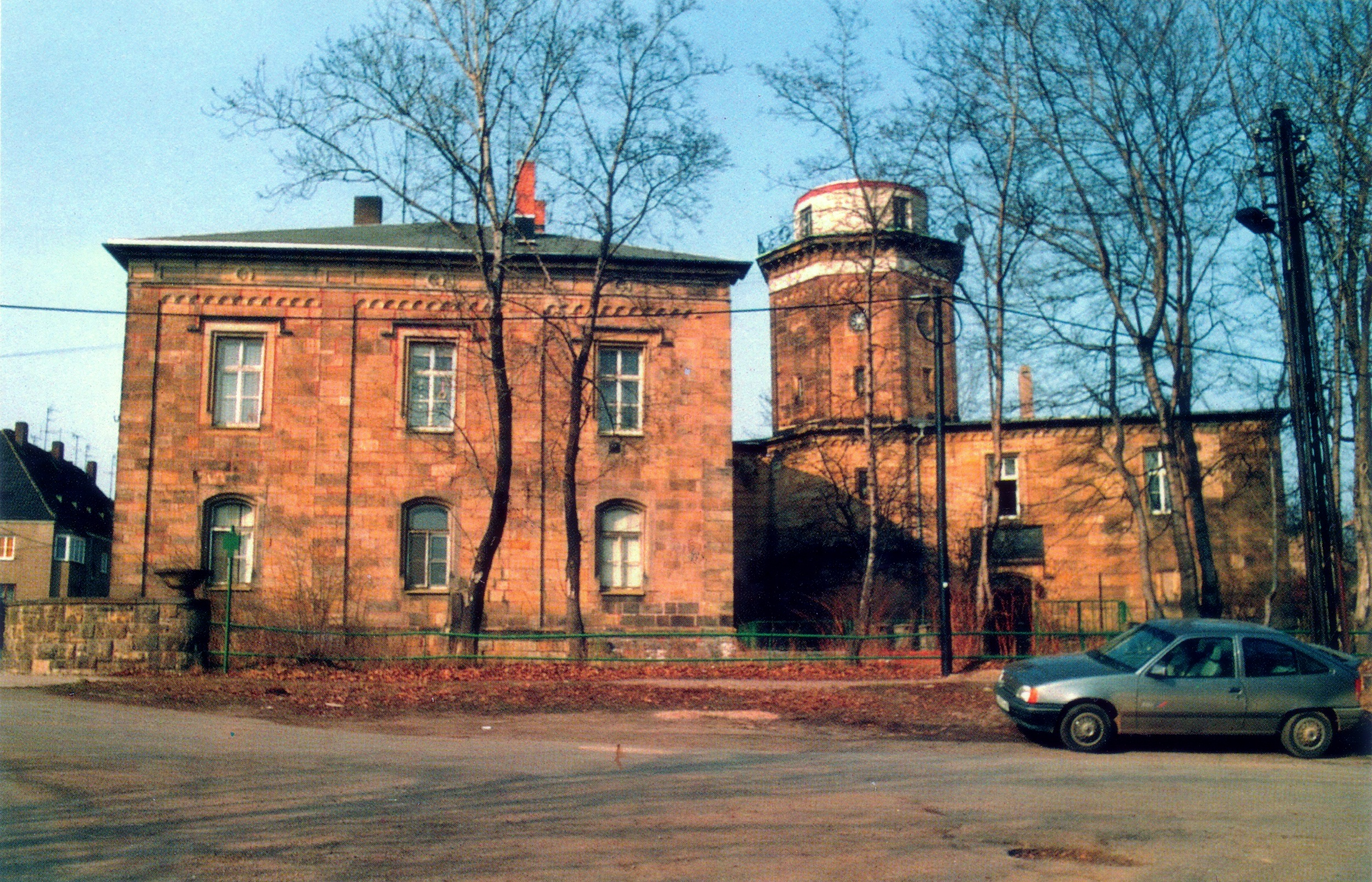
Die Sternwarte Jägerstraße im Jahr 1995

1934 wurde der Gebäudekomplex vollständig zu einem Wohnhaus umgebaut. Das ehemalige Wohnhaus der Familie Hansen, die Interimsternwarte, wurde bei einem Luftangriff im Februar 1945 zerstört. Die Aufteilung in mehrere Wohneinheiten führte zu gravierenden Eingriffen in das konstruktive Gefüge. Heute beherbergt das Gebäude im Erdgeschoss ein Büro. Im Obergeschoss sowie im Sternwarten-Gebäude entstanden drei Wohnungen, die in ihren Grundrissen ebenfalls die historische Gebäudestruktur und Raumwirkung aufnehmen.
Am 18. April 2007 wurden die renovierte Schrifttafel über dem Sternwarteneingang und eine Gedenktafel am Eingang des Wohnhauses eingeweiht. Letztere enthält folgenden Text:

„Dieses 1857 durch Baumeister Scherzer errichtete Gebäude diente als Wohn- und Arbeitsstätte von PETER ANDREAS HANSEN (1795–1874), BEDEUTENDER ASTRONOM UND GEODÄT DES 19. JAHRHUNDERTS. Seit 1825 trug er als Direktor der Gothaer Sternwarte durch astrometrische Beobachtungen, durch Berechnungen der Bahnen von Mond und Planeten mit ihren Störungen und durch die Konstruktion von Beobachtungsgeräten wesentlich zur Entwicklung der Astronomie in seiner Zeit bei. Als Geodät führte er ab 1838 die Landesvermessung des Herzogtums Gotha durch, entwickelte dabei neue Berechnungsmethoden wie die ‚Hansensche Aufgabe‘ und war später leitend an der Europäischen Gradmessung beteiligt. Die 1859 hinter diesem Wohnhaus bezogene ‚Neue Herzogliche Sternwarte‘ galt mit ihren Instrumenten als Musterbau eines astronomischen Observatoriums. – Deutscher Verein für Vermessungswesen, Landesverein Thüringen, und Bund der öffentlich bestallten Vermessungsingenieure, Landesgruppe Thüringen, 2007“

### Der Rohrbachturm

Rohrbachturm Gotha 1904

Das Stadtbild von Gotha wird überragt von einem mit einer Kuppel gekrönten Turm, den man allgemein als die Sternwarte Gothas ansieht. Es handelt sich dabei um die Privatsternwarte Carl Rohrbachs, die er 1904 als einen der ersten Stahlbetontürme in Deutschland bauen ließ. Nach dem Tode des Schuldirektors und Amateurastronomen 1932 wurde der Turm unterschiedlich genutzt. Einige Jahre war eine Strahlungsforschungsstelle des Meteorologischen Dienstes darin untergebracht. In den letzten Jahren wurde der Turm restauriert, und jetzt nutzt der Bildungsverein URANIA die Beobachtungsmöglichkeiten. Der Turm ist 2005 verkauft worden und soll Wohnzwecken dienen.
Durch den Orkan Kyrill wurde im Frühjahr 2007 die Kuppel beschädigt und abgenommen, sie wurde im Juni 2007 durch eine neue ersetzt.
Lage des Rohrbachturms: Rohrbachturm
Auch die Arnoldischule trägt eine Sternwartenkuppel mit Beobachtungsmöglichkeiten.
Kuppel der Arnoldischule: Arnolditurm
Seebergsternwarte: Seebergsternwarte